# سلامبو
سلامبو (بالفرنسية: Salammbô)‏ هي رواية تاريخية بقلم جوستاف فلوبير. تدور أحداث الرواية في قرطاج في القرن الثالث قبل الميلاد، مباشرة قبل وأثناء تمرد المرتزقة الذي نشب مباشرة بعد الحرب البونيقية الأولى. المصدر الرئيسي لفلوبير كان الكتاب الأول من تواريخ پوليبيوس. وقد كانت فترة من التاريخ غير مدروسة جيداً واحتاجت قدراً كبيراً من العمل من المؤلف، الذي ترك بحماسة خلفه واقعية رائعته مدام بوڤاري لهذه الرواية من صنف الدم والرعد.
الكتاب، الذي أعد له فلوبير ببحث مضني، هو في معظمه تمرين على الغرائبية الحسية والعنيفة. فلصدورها في أعقاب نجاح مدام بوڤاري، فقد حققت سلامبو أعلى المبيعات ووطدت شهرة فلوبير. لدرجة أن الأزياء القرطاجية الموصوفة في الرواية تركت أثراً في موضة وقت صدور الرواية. إلا أنه بالرغم من المكانة الكلاسيكية للرواية في فرنسا، فإنها غير منتشرة بين قراء اللغة الإنگليزية.

## ملخص
بعد الحرب البونيقية الأولى، لم تتمكن قرطاج من الوفاء بالوعود التي قطعتها لجيش المرتزقة، وتجد نفسها تحت هجوم. الشخصية الخيالية صاحبة العنوان، كاهنة وابنة حملقار برقة، الجنرال القرطاجي الأرستقراطي، هي مشتهى ماطو، أحد زعماء المرتزقة. بمساعدة العبد المعتوق الماكر، سپنديوس، يسرق ماطو الخمار المقدس لقرطاج، الزعيمف، مما يدفع سلامبو لدخول معسكر المرتزقة في محاولة لسرقة الخمار لاستعادته. الزعيمف هو خمار مزيّن بالجواهر تتشح به الإلهة تانيت في قدس أقداس معبدها: وهذا الخمار هو حارس المدينة وملامسته يجلب الموت للفاعل.

## الشخصيات الرئيسية
القرطاجيون
- حملقار برقة، أحد حاكمي قرطاج. وقد عاد إلى صقلية ليستعيد سيطرته على العسكر.
- سلامبو، ابنة حملقار، وقد وُهِبت للإلهة تانيت. الاسم أُلهم لفلوبير من أسماء الإلهة عشتارت: سلامبو (هي الصيغة اليونانية من الاسم الفينيقي "شلمبعل"، أي "صورة بعل")
- حنبعل، ابن حملقار الذي حملته سراً الجارية عبدالونيم.
- سيسكو، جنرال ودبلوماسي.
- حنون، حاكم آخر لقرطاج، أصابه مرض جلدي.
- شهاباريم، كاهن تانيث، ومعلم سلامبو.

المرتزقة
- ماطو، الزعيم الليبي للمرتزقة.
- نار حواس، زعيم المرتزقة النوميديين، الذي وُعِد بسلامبو لو انتصر.
- سپنديوس، عبد يوناني مهدى لماطو
- أوتاريتوس، زعيم كتيبة من المرتزقة

## معرض صور

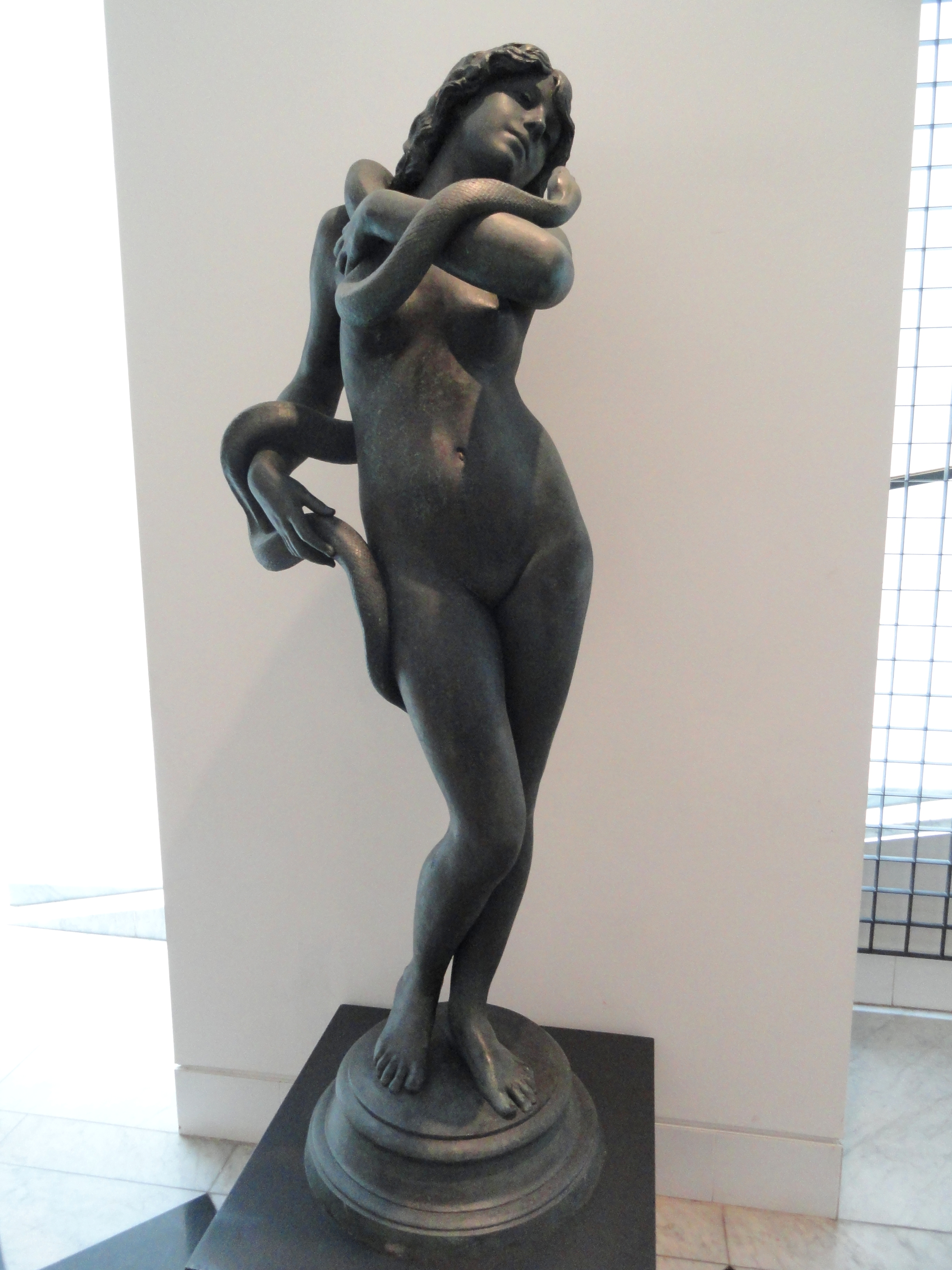
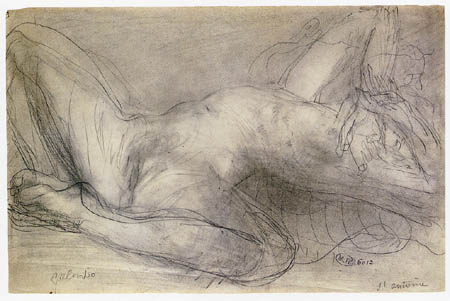
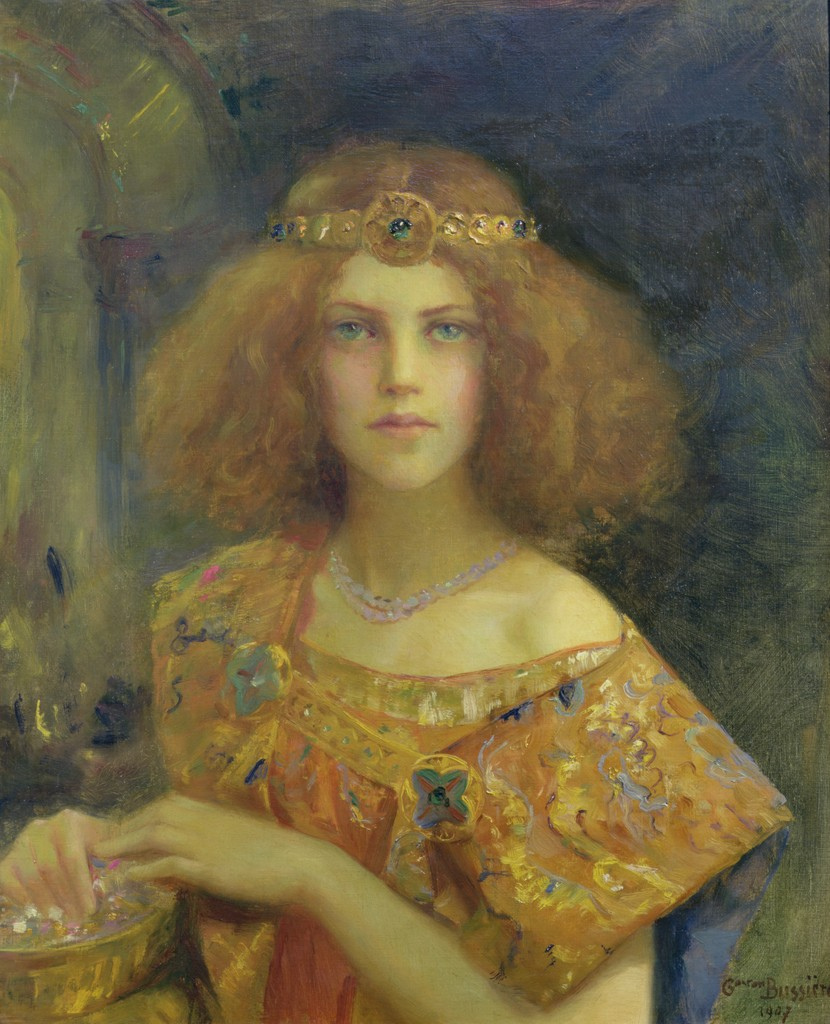
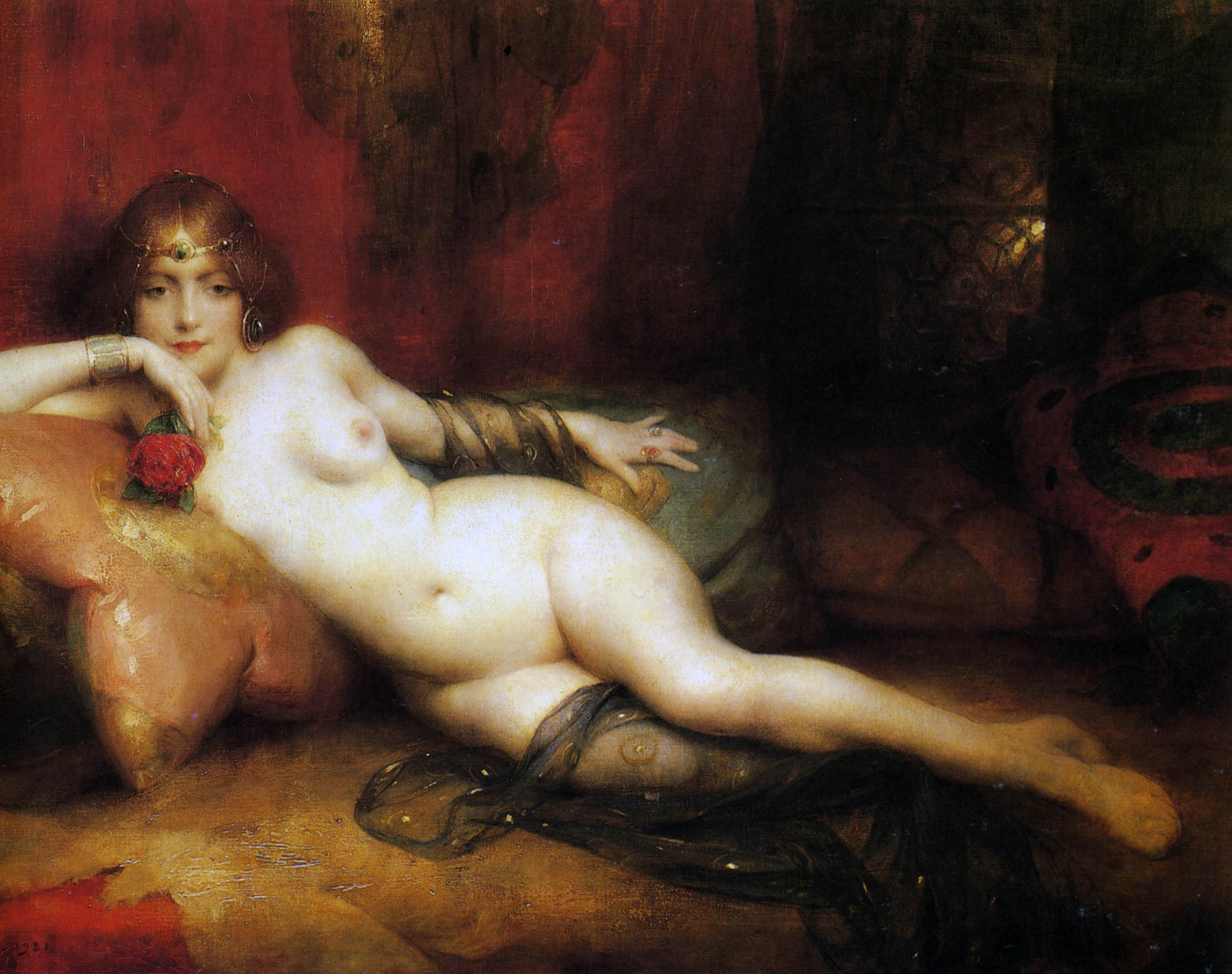

## وصلات خارجية
- سلامبو على موقع الموسوعة البريطانية (الإنجليزية)

ClassicReader.com Salammbô